# Kvickly
Kvickly was een warenhuisketen binnen de consumentencoöperatie Konsumentföreningen.
Kvickly-boetieks en -warenhuizen behoorden tot de Konsumentföreningen (vertaald: consumentenbond) in Stockholm en waren eind jaren 1950 en begin jaren 1960 op meerdere plaatsen in Stockholm te vinden. Sommige van deze warenhuizen werden in 1966 omgedoopt tot een Domus-warenhuis, waarmee de naam Kvickly als winkelketen verdween.
Kvickly is ook de naam van een van de winkelketens van de Deense Consumentencoöperatie, die nog steeds in bedrijf is.